# Alison Cumings
Alison Cumings (* 18. November 1961 in Kent) ist eine ehemalige englische Squashspielerin.

## Karriere
Alison Cumings begann ihre Karriere im Jahr 1980 und erreichte im Mai 1986 mit Rang sechs ihre höchste Platzierung. Ihre größten Erfolge erzielte sie mit der englischen Nationalmannschaft, mit der sie dreimal Weltmeisterin wurde. 1985 gewann sie die entscheidende dritte Partie im Finale gegen Neuseeland gegen Donna Gurran in drei Sätzen. Beim Titelgewinn 1987 blieb sie ohne Finaleinsatz gegen Australien, so auch 1989. Zudem gewann sie mit der englischen Mannschaft fünf Titel bei Europameisterschaften.
Zwischen 1981 und 1989 nahm sie viermal an Weltmeisterschaften im Einzel teil. 1985, 1987 und 1989 erreichte sie mit dem Viertelfinale jeweils ihr bestes Resultat. 1982 wurde sie britische Landesmeisterin.

## Erfolge
- Weltmeister mit der Mannschaft: 3 Titel (1985, 1987, 1989)
- Europameister mit der Mannschaft: 5 Titel (1984–1986, 1988, 1989)
- Britischer Meister: 1982